# Severo Koroduadua
Severo Koroduadua Waqanibau (Kadavu, 22 de diciembre de 1960) es un exjugador fiyiano de rugby que se desempeñaba como fullback.

## Selección nacional
Debutó con los Flying Fijians en 1982 y jugó con ellos hasta 1991. En total jugó 27 partidos y marcó 268 puntos.

### Participaciones en Copas del Mundo
Koroduadua disputó dos Copas del Mundo: Nueva Zelanda 1987 donde los fiyianos no pudieron vencer a Les Bleus por el pase a semifinales e Inglaterra 1991.
| Mundial                       | Sede          | Resultado        | PJ | Pts |
| ----------------------------- | ------------- | ---------------- | -- | --- |
| Copa Mundial de Rugby de 1987 | Nueva Zelanda | Cuartos de final | 4  | 35  |
| Copa Mundial de Rugby de 1991 | Inglaterra    | Primera fase     | 2  | 5   |